# Время собираться
«Вре́мя собира́ться» (англ. Gather Yourselves Together) — роман американского писателя-фантаста Филипа К. Дика, написанный в промежутке 1948—1950 годов и опубликованный в 1994 году издательством WCS Books. 
Сюжет строится вокруг трёх американцев, оставленных в Китае. Пока они коротают там свои дни, двое из них — молодой Карл Фиттер и пожилой Верн Тилдон, пытаются произвести впечатление на Барбару, женщину неприступную и прекрасную.

## История публикации
Как и многие другие из его ранних работ, которые были признаны непригодными для публикации, когда они были впервые представлены в виде рукописи, это не научная фантастика, а прямолинейный литературный вымысел. Рукопись занимала 481 страниц. На момент публикации это был один из двух романов Дика, о существовании которых было известно и которые остались неопубликованными. Другой, «Голоса с улицы» (1952), был опубликован в 2007 году.
Бывший секретарь Филипа Дика Дуайт Браун написал к роману послесловие. По состоянию на 2011 год оригинальное издание в твёрдом переплёте вышло из печати; в июле 2012 года издательство Houghton Mifflin Harcourt выпустила роман «Время собираться» в мягкой обложке, который также содержал послесловие Брауна.

## Сюжет
После окончательной победы китайских коммунистов под предводительством Мао Цзэдуна в 1949 году американская компания готовится отказаться от своих операций, связанных с Китаем, оставив трёх своих человек для надзора за переходными делами, а именно: Карла Фиттера, Верна Тилдона и Барбару Малер. Верн и Барбара между собой неразрывно связаны ещё со времён США, в 1945 году, когда Барбра лишилась девственности с ним. Они вновь переспали, но, будучи уже старше, Барбара стала больше увлекаться Карлом, который был её моложе. Карл больше заинтересован в том, чтобы прочитать ей рукописный том «личной философии», но Барбаре удается его соблазнить ещё незадолго до приезда китайцев.